# Jean Hersholt
Jean Hersholt (Copenhague, Dinamarca; 12 de julio de 1886-Hollywood, California; 2 de junio de 1956) fue un actor danés que vivió en los Estados Unidos, donde llegó a ser una estrella del cine y de la radio, y conocido sobre todo por su trabajo a lo largo de 17 años en el programa radiofónico Dr. Christian y por interpretar al abuelo de Heidi (Shirley Temple) en Heidi (1937). Era el medio tío paterno (por matrimonio) del difunto actor Leslie Nielsen y del ex vice primer ministro canadiense Erik Nielsen[cita requerida].

## Biografía

### Primeros años
Hersholt nació en Copenhague, Dinamarca, en el seno de una familia dedicada al teatro, con la cual viajó desde niño por Europa haciendo representaciones teatrales. Más adelante se graduó en la Escuela de Arte de Copenhague. Sus dos primeros filmes fueron rodados en Alemania en 1906. En 1913 emigró a los Estados Unidos, país en el que interpretó el resto de su filmografía. 
En 1914, se casó con su esposa, Via, con la que tuvo un hijo: Allan. 

### Carrera
Entre los papeles más recordados de Hersholt figuran el de Marcus Schouler en Avaricia de Erich von Stroheim en 1924, y el del abuelo de Shirley Temple en la versión rodada en 1937 del libro infantil de 1880 Heidi.
A lo largo de su carrera cinematográfica sus papeles abarcaron toda la gama desde sus interpretaciones de malvado en el cine mudo hasta sus actuaciones como secundario en los que su suave acento danés y su voz agradable le facilitaron la interpretación de padres benevolentes, médicos, profesores y nobles europeos. El último papel de Hersholt tuvo lugar en la película de 1955 Run for Cover. 
En The Country Doctor (1936), una película protagonizada por las quintillizas Dionne, Jean Hersholt interpretaba al Dr. John Luke, un personaje inspirado en Allan Roy Dafoe, el obstetra canadiense que trajo al mundo a los Dionne Quintuplets. A este título le siguieron dos secuelas. Hersholt quería hacer el papel en la radio, pero no conseguía los derechos. Por ello decidió crear su propio personaje médico radiofónico y, dado que era un entusiasta de Hans Christian Andersen, tomó prestado el nombre para crear al filosófico Dr. Paul Christian, que practicaba la medicina en la ciudad de River's End, con la asistencia de la enfermera Judy Price (que fue interpretada por Rosemary DeCamp, Lurene Tuttle, Kathleen Fitz y Helen Claire). Con el tema musical de apertura de "Rainbow on the River," Dr. Christian se presentó en la CBS el 7 de noviembre de 1937 bajo el patrocino de la empresa Chesebrough Manufacturing's Vaseline.
Producida por Dorothy McCann, la serie se convirtió en un éxito de audiencia, siguiendo en la CBS hasta el 6 de enero de 1954, época en la que Hersholt estaba tan identificado con el papel que incluso recibía correo pidiéndole consejo médico. Hubo varios spin-off de la serie, coescribiendo Hersholt una novela sobre el Dr. Christian y rodando una serie de seis filmes familiares con el personaje entre 1939 y 1941 (comprobar). En 1956 el Dr. Christian pasó a la televisión, con guion de Gene Roddenberry, y con Macdonald Carey interpretando a su sobrino, el Dr. Mark Christian.
Como resumen de su actividad cinematográfica, Hersholt rodó un total de 75 filmes mudos y 65 sonoros, dirigiendo además en cuatro ocasiones.
En 1939 Hersholt colaboró para establecer la Motion Picture Relief Fund a fin de cubrir las necesidades médicas de los empleados de la industria. Los fondos se utilizaron para crear el Motion Picture Country House and Hospital en Woodland Hills (Los Ángeles), California, y motivaron la fundación en 1956 del Premio Humanitario Jean Hersholt, un premio honorario de la Academia de las Artes y las Ciencias Cinematográficas de Hollywood concedido al esfuerzo humanitario individual.
El actor tradujo más de 160 de los cuentos de Andersen al inglés, y su gran colección de libros de Hans Christian Andersen se encuentra actualmente en la Biblioteca del Congreso de Estados Unidos. Las traducciones se publicaron en 1949 en seis volúmenes bajo el título de The Complete Andersen, y se consideran como las mejores versiones en inglés de los cuentos. Hersholt fue nombrado caballero por el rey Cristián X de Dinamarca en 1948, en parte gracias a su actividad literaria.

## Filmografía selecta
- The Soul Herder (1917)
- Avaricia (1924)
- Gran Hotel (1932)
- Cena a las ocho (1933)

## Galardones
Hersholt fue premiado por sus servicios a la industria en dos ocasiones con un Óscar honorífico, primero en 1940 y después en 1950, y en su honor la Academia de las Artes y las Ciencias Cinematográficas de Hollywood dio nombre al Premio Humanitario Jean Hersholt.
A Hersholt se le concedieron dos estrellas en el Paseo de la Fama de Hollywood, una en el 6501 de Hollywood Boulevard por su trabajo cinematográfico, y otra en el 6701 de la misma vía por su aportación a la radio.
Fue tío del actor Leslie Nielsen y del antiguo vice primer ministro de Canadá Erik Nielsen. Falleció en Hollywood, California, en 1956, a causa de un cáncer y fue enterrado en el Cementerio Forest Lawn Memorial Park de Glendale, California. Su tumba está marcada con una estatua de Klods Hans, un personaje de Hans Christian Andersen que dejó Dinamarca para viajar por el mundo — algo similar a lo que hizo Hersholt.